# كانلي أفولايان
كانلي أفولايان (بالإنجليزية: Kunle Afolayan)‏ هو مخرج وممثل نيجيري، ولد في 30 سبتمبر 1974 في نيجيريا.

## وصلات خارجية
- كانلي أفولايان على موقع IMDb (الإنجليزية)
- كانلي أفولايان على موقع ألو سيني (الفرنسية)
- كانلي أفولايان على موقع أول موفي (الإنجليزية)
- كانلي أفولايان على موقع قاعدة بيانات الفيلم (الإنجليزية)
- كانلي أفولايان على موقع كينوبويسك (الروسية)